# Vízidisznó
A vízidisznó vagy másképp (nagy) kapibara (Hydrochoerus hydrochaeris) a Föld legnagyobb rágcsálója, amely Dél-Amerikában őshonos. Úszódisznónak is hívják.
Az emlősök (Mammalia) osztályának rágcsálók (Rodentia) rendjébe, ezen belül a tengerimalacfélék (Caviidae) családjába és a kapibaraformák (Hydrochoerinae) alcsaládjába tartozó faj. 
Korábban alcsaládjának és nemének az egyetlen képviselőjének tekintették. Az állat a Hydrochoerus emlősnem típusfaja.

## Előfordulása
Dél-Amerika nagy részén előfordul, megtalálható Kolumbiában, Uruguayban, Argentínában és az amazóniai esőerdőkben. Mindig vizek környékén él, igazi „kétéltű”, kitűnően úszik. A folyók és tavak partvidékét, illetve a mocsaras területeket kedveli.
Közeli rokona az óriás kapibara (Protohydrochoerus) a Panama-földszoros kialakulásakor, a nagy amerikai faunacsere idején halt ki.

## Megjelenése

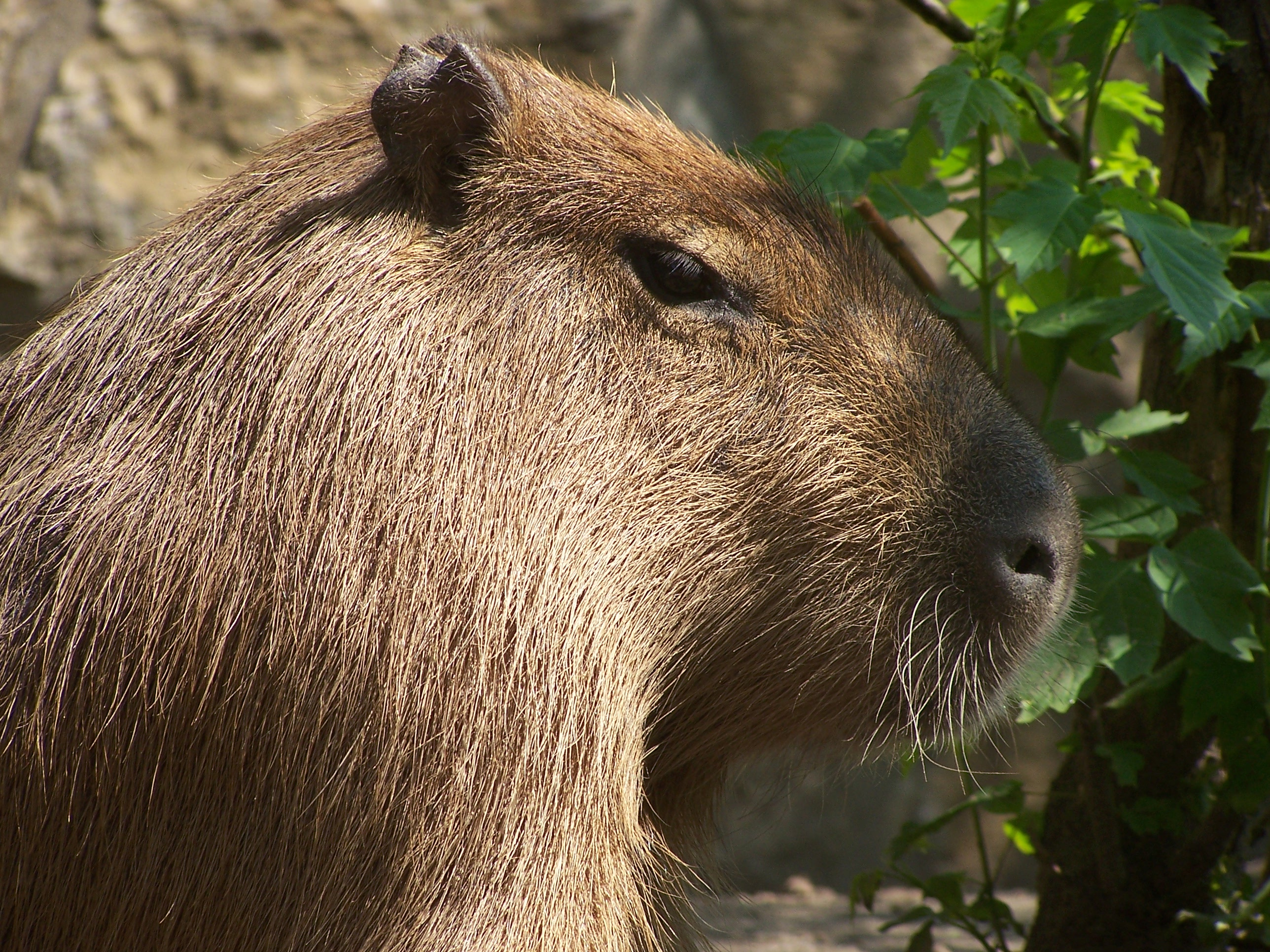
A legnagyobb rágcsáló

A vízidisznó Földünk legnagyobb rágcsálója. A kifejlett példányok testhossza 106–134 centiméter, marmagassága 50-62 centiméter, testtömege 35-66 kilogramm. A legnagyobb talált hím 73,5 kilogramm, a legnagyobb talált nőstény pedig 91 kilogramm volt. A hímek kisebbek a nőstényeknél. 
A vízidisznó egy óriási tengerimalacra hasonlít. Szőrzete rövid sörteszerű, színe vörösesbarna. Feje nagy, szemei sötétbarnák, fülei kicsik. Farka szinte alig van. Mellső lábain 4, a hátsókon 3 lábujja van. Lábujjai között kicsi úszóhártyák találhatók, amivel rendkívül jól úszik.
Nagyon gyorsan tud futni. Ha ragadozó támadja meg, először rövid kiáltással figyelmezteti társait, akik azonnal a vízbe futnak. Tökéletesen el tud rejtőzni, csak szemei, orrnyílásai és fülei látszanak ki a vízinövények közül.

## Életmódja
A vízidisznók 15–20 fős csoportokban élnek, melyeket hímek és nőstények vegyesen alkotnak. A csapatot egy öreg domináns hím vezeti. A száraz évszakban nagyobb, több száz fős csoportba verődnek. Egymás között szagokkal és hangokkal kommunikálnak. Többféle hangjuk van: ugatás, füttyentés, röfögés és jellegzetes kattogás. A hímek orrán kiválasztómirigy található, ezzel jelöli meg territóriumát.
Elsősorban vízinövényekkel, levelekkel, fakéreggel, magvakkal és füvekkel táplálkozik. Alkalomadtán megdézsmálja a termesztett növényeket is. Az úszódisznó név abból származik, hogy szívesen úszik.

## Szaporodása
A vízidisznók párzása az esős évszakban van. A domináns hím a vízben párosodik a csapat nőstényeivel. A nőstény vízidisznó 130 napos vemhesség után 2-8 utódot hoz a világra. Az utódok a születés után azonnal követik anyjukat, aki még a vízhez is elvezeti őket. Már egynaposan képesek elropogtatni a növényeket, de 15-16 hetes korukig anyatejet is isznak. A nőstény nem egyedül neveli a kölyköket, a csapat többi nősténye is segít neki. A kölykök ivarérettségüket 18 hónaposan érik el.

## Ellenségei
Természetes ellenségei a zöld anakonda, a fekete kajmán, a jaguár, az ocelot és a puma. 
Az ember is vadászik rá húsa és mezőgazdasági kártételei miatt.
Ehhez jelentősen hozzájárul, hogy a katolikus egyház afféle tiszteletbeli hallá, azaz húsát böjti étellé nyilvánította.

## Állatkertekben
Magyarországonː
- Budapesti Állatkertben,
- a Gyöngyösi Állatkertben,
- Nyíregyházi Állatparkban,
- a Debreceni Állatkertben,[9][10]
- Veszprémi Állatkertben,
- Győri Állatkertben,
- Jászberényi Állatkertben

tartanak vízidisznókat, de megtalálható 
- a Szegedi Vadasparkban,[11]
- a Tiszaderzsen található Kenguruparkban,[12]
- a pusztaottlakai Safari Parkban,[13]
- a siófoki Bella állatparkban.[14]

## Képek

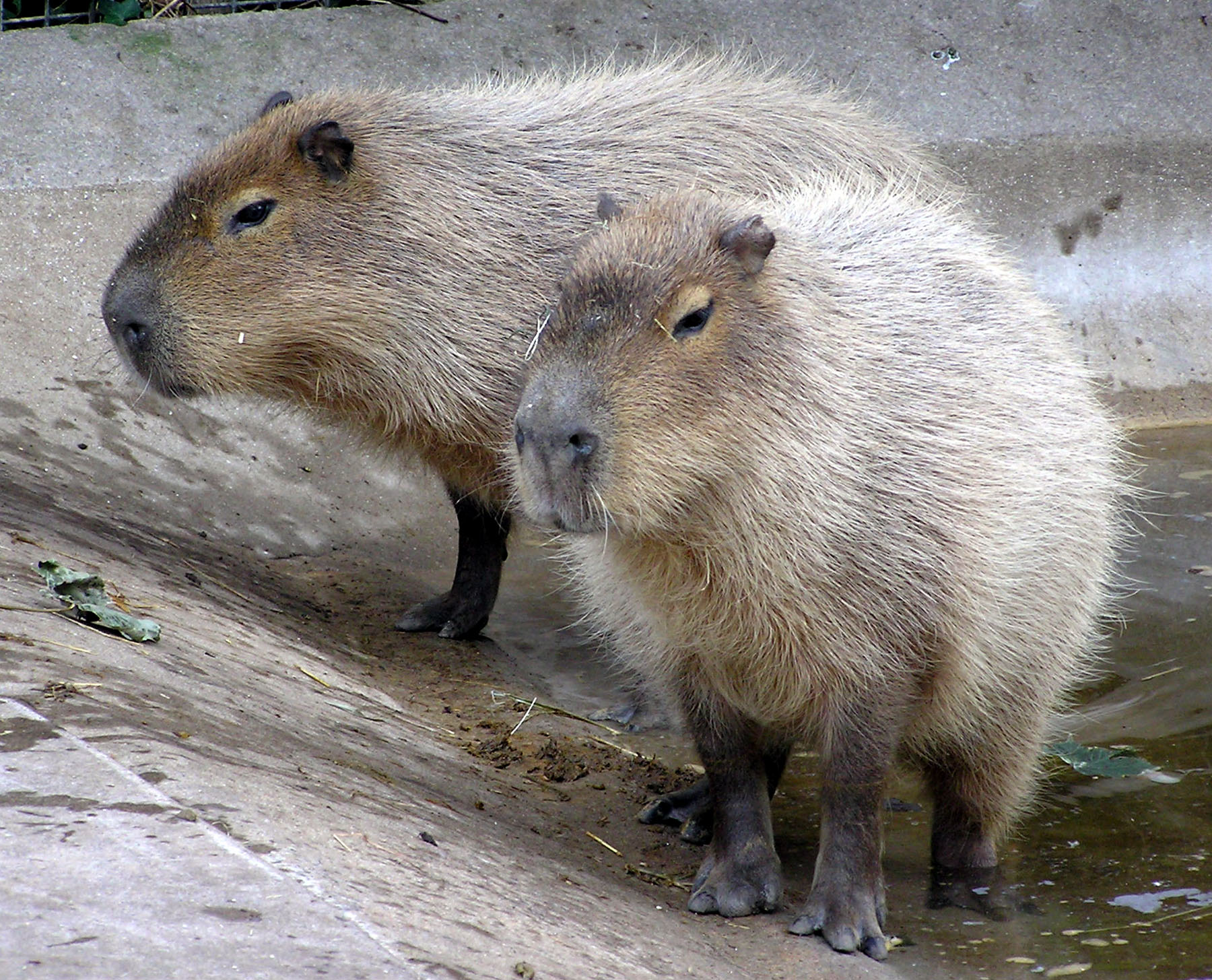
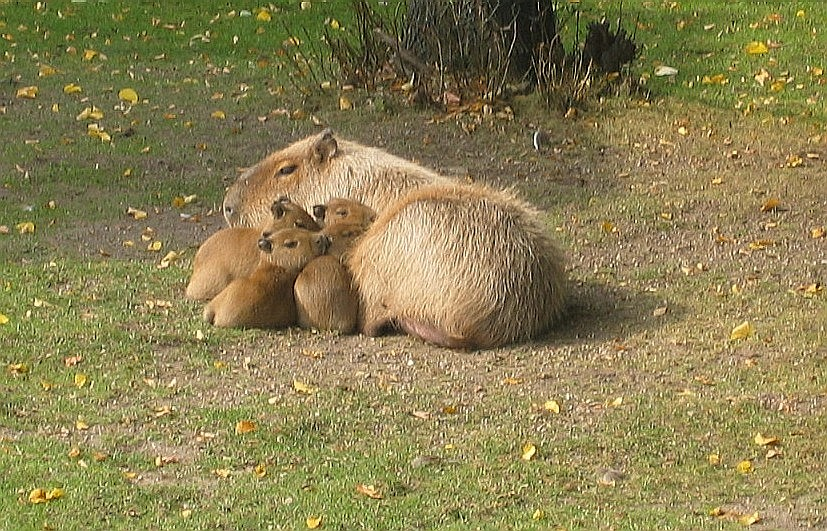
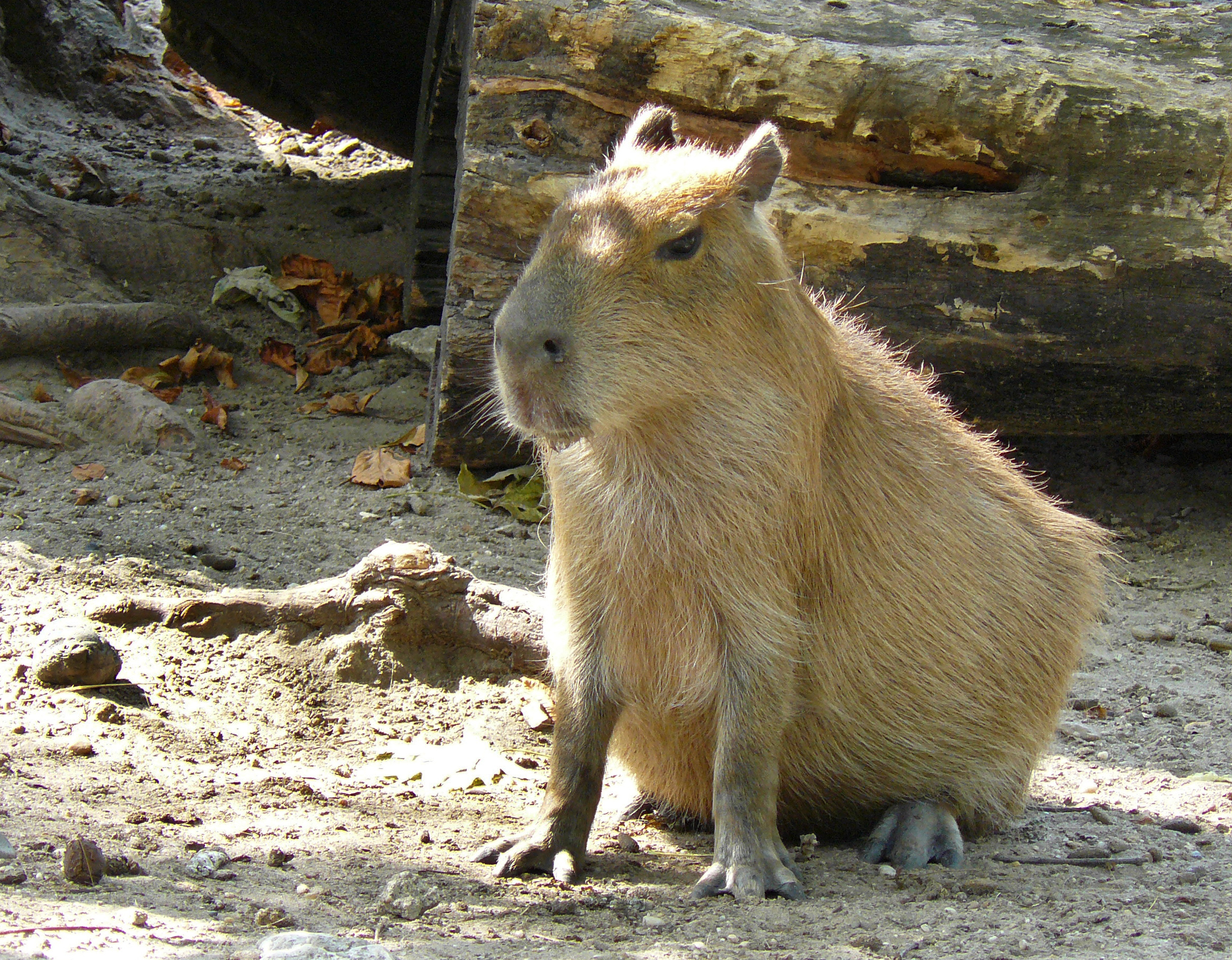
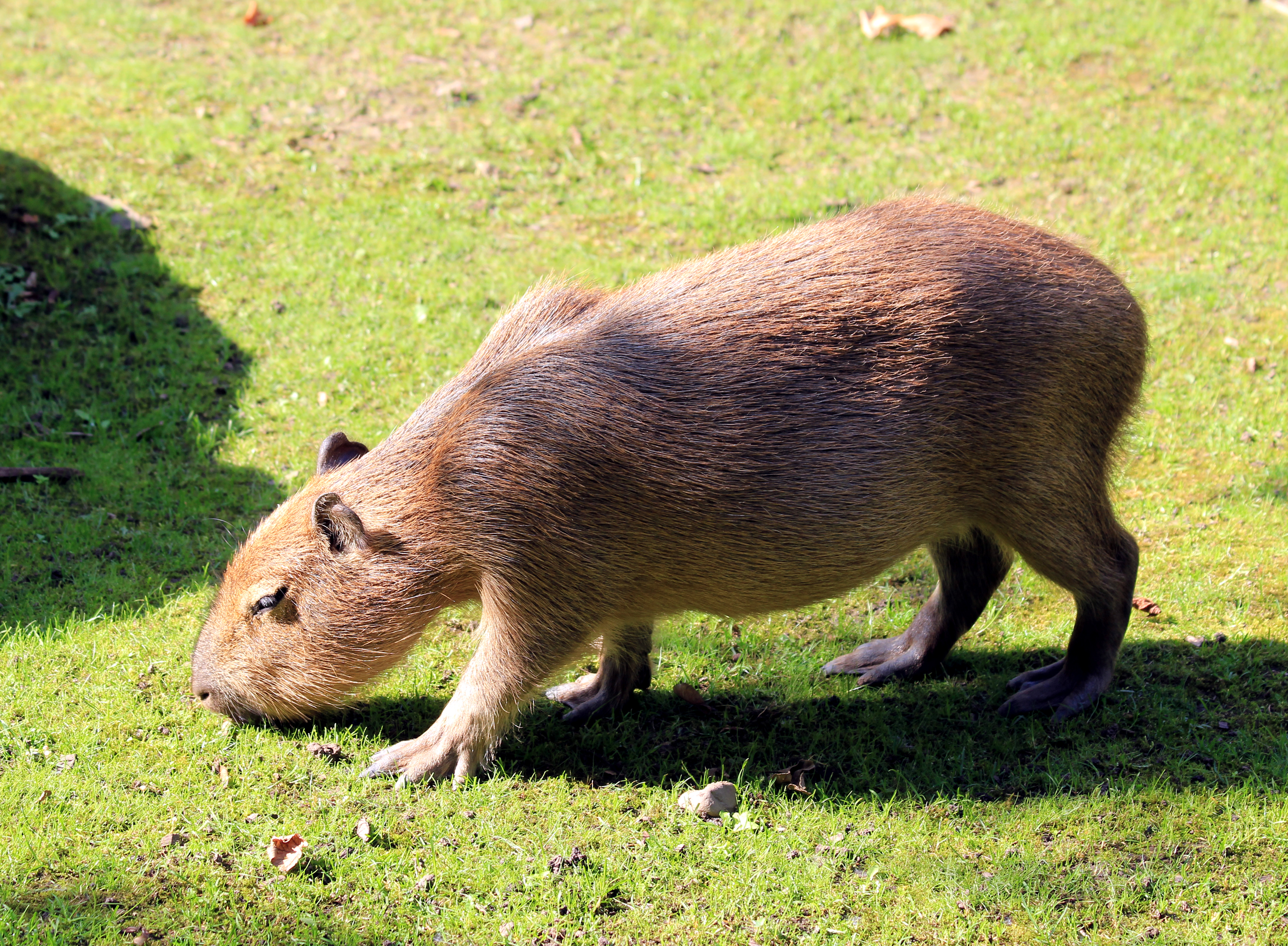
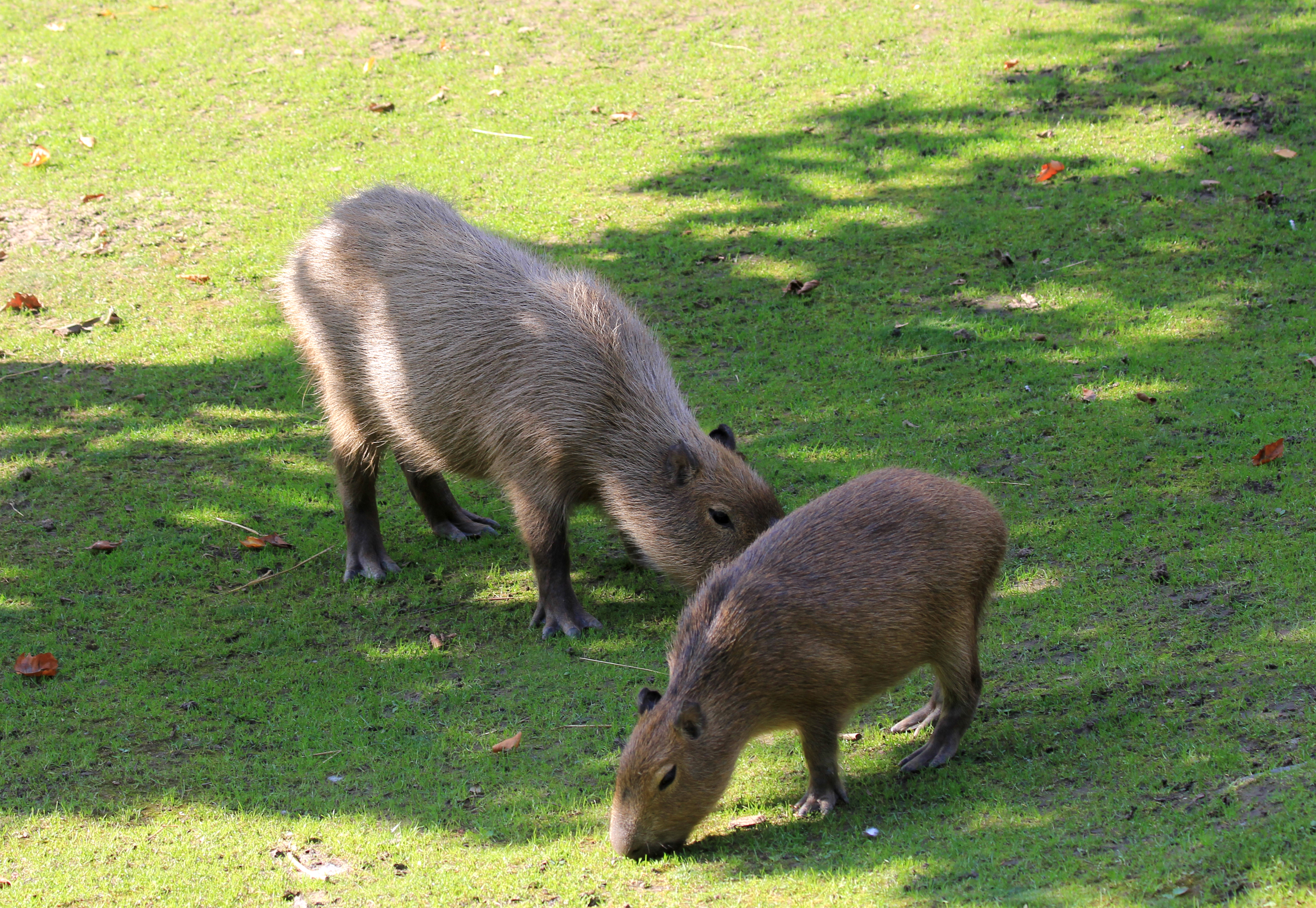
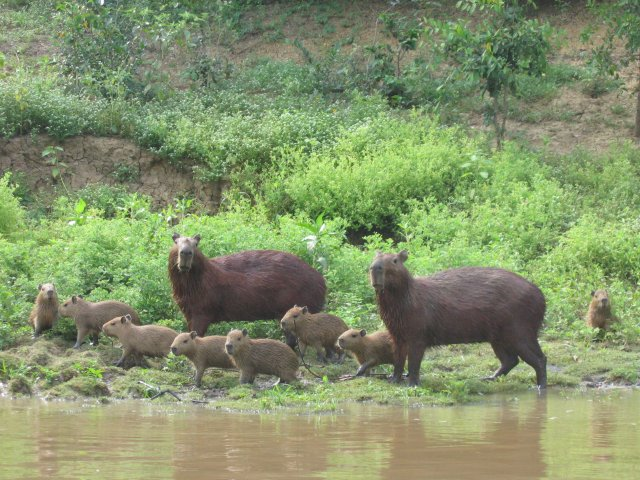
Figyelő vízidisznócsalád